# Домингос да Гија
Домингос Антонио да Гија (Рио де Жанеиро, 19. новембар 1912 — Рио де Жанеиро, 18. мај 2000) био је бразилски фудбалер.
Одиграо је четири утакмице за Бразил у финалу Светског првенства у фудбалу 1938. године. Сматра се једним од најбољих бразилских дефанзиваца свих времена.